# Amt Eiserfeld

Amt Eiserfeld im Kreis Siegen

Amtsgliederung

Das Amt Eiserfeld war ein Amt im Kreis Siegen in der preußischen Provinz Westfalen und in Nordrhein-Westfalen. Es verwaltete bis zum 30. Juni 1966 ein Gebiet mit drei Gemeinden.

## Geschichte
Die drei Gemeinden Eiserfeld, Gosenbach und Niederschelden schieden 1878 aus dem Amt Weidenau aus und bildeten das neue Amt Eiserfeld. Der Sitz der Verwaltung war in Niederschelden.
1930 lehnte der Kreistag Siegen die Zusammenlegung der Ämter Wilnsdorf und Eiserfeld zu einem Amt ab. Damit blieb das Amt Eiserfeld das kleinste im Kreis.
Durch das Gesetz zur Neugliederung des Landkreises Siegen wurde das Amt Eiserfeld am 1. Juli 1966 aufgelöst. Aus seinen drei Gemeinden wurde zusammen mit der Gemeinde Eisern aus dem Amt Wilnsdorf und der Gemeinde Oberschelden aus dem Amt Freudenberg die neue Stadt Eiserfeld gebildet. Diese wurde am 1. Januar 1975 in die Stadt Siegen eingemeindet.
Zum 1. Dezember 1885 hatte das Amt Eiserfeld eine Fläche von 19,5 km², auf der 5989 Einwohner lebten.

### Wappen
Das Wappen wurde am 18. August 1937 durch den Oberpräsidenten der preußischen Provinz Westfalen verliehen. Es zeigt den geminderten nassauischen Löwen und den Eingang des in Eiserfeld liegenden Reinhold-Forster-Erbstollens sowie das Bergmannsgezäh, als Zeichen für den Eisenabbau.
Blasonierung:„Erhöht geteilt von Blau und Gold (Gelb), oben ein von sieben goldenen (gelben) Schindeln umgebener wachsender rot bewehrter goldener (gelber) doppelschwänziger Löwe, unten ein portalartiges blaues Stollenmundloch, darin schräg gekreuzt ein schwarzer Schlägel und ein schwarzes Eisen.“

## Gemeinden
1. Eiserfeld
2. Gosenbach
3. Niederschelden

## Einwohnerzahlen
Die Einwohnerzahlen des Amtes Eiserfeld:
| Gemeinde       | 1885  | 1895  | 1905  | 1939   | 1950   | 1961   |
| -------------- | ----- | ----- | ----- | ------ | ------ | ------ |
| Eiserfeld      | 3.214 | 3.602 | 5.292 | 6.578  | 8.635  | 9.506  |
| Gosenbach      | 1.027 | 1.078 | 1.430 | 1.585  | 2.050  | 2.386  |
| Niederschelden | 1.751 | 2.080 | 2.909 | 3.644  | 5.028  | 6.293  |
| Gesamt         | 5.992 | 6.760 | 9.631 | 11.807 | 15.713 | 18.185 |